# Armée royale hongroise
L'Armée royale hongroise (hongrois : Magyar Királyi Honvédség, allemand : Königlich Ungarische Armee) est le nom donné aux forces terrestres du Royaume de Hongrie de 1920 à 1945. Elle fait suite à l'Armée territoriale royale hongroise.

## Cadre légal
Conformément aux termes du traité de Trianon, le royaume de Hongrie, pays vaincu lors de la Première Guerre mondiale, est soumis à une stricte limitation de ses forces armées.

### Effectifs et moyens
Les clauses militaires du traité de Trianon fixent les moyens mis à la disposition du royaume pour sa défense.
Ainsi, les effectifs de l'armée hongroise ne doivent pas excéder 35 000 hommes.
L'armée hongroise ne doit posséder ni blindés, ni aviation, ni artillerie anti-aérienne, privant le royaume de réels moyens de défense contre ses voisins tchécoslovaques, yougoslaves et roumains : en effet, en 1930, le royaume aligne une force aérienne de 80 avions pour affronter le millier d'avions des membres de la Petite Entente.

### Réarmement clandestin
Pour contourner ces dispositions, le gouvernement royal développe les structures permettant l'entraînement de soldats.
Ainsi, dès les années 1920, une armée de l'air clandestine est reconstituée, comportant 1 174 soldats, regroupés dans sept escadrilles.
Cependant, cette politique, certes encouragée par le Reich, doit, jusqu'en 1938, tenir compte des restrictions imposées à la Hongrie.

## L'expansion territoriale hongroise et ses conséquences

### La fin des limitations
Elle monte progressivement en puissance dans les années 1930 et participe aux efforts de guerre au sein de l'Axe durant la Seconde Guerre mondiale.